# マリア・ラナキラ・カトリック教会
マリア・ラナキラ・カトリック教会 (Maria Lanakila Catholic Church) は、アメリカ合衆国ハワイ州マウイ島のラハイナにあるローマ・カトリックの教会。ホノルル司教区 (Roman Catholic Diocese of Honolulu) の管下にある教区教会である。

## 解説
「マリア・ラナキラ」Maria Lanakila はハワイ語で「勝利のマリア」Victorious Mary を意味し、聖母マリアの称号の一つである「勝利の聖母」Our Lady of Victory に相当する。
マウイ島で最初のカトリック司祭は、1846年4月21日に到着したイエスとマリアの清心会 (Congregation of the Sacred Hearts of Jesus and Mary) のオベール・ブイヨン (Aubert Bouillon) 神父であった。現在地に仮の教会が建設され、1858年9月8日に新しい教会堂が奉献された。1927年から1928年にかけて、元の基礎の上にコンクリート造の教会堂が建てられた。
この教会は、1962年12月29日に国定歴史建造物地区に指定されたラハイナ歴史地区の貢献的建築物 (contributing buildings) である。
2023年8月の大火（ハワイ・マウイ島山火事）において、教会も損傷を受けた。当初の報告では、教会堂は完全に焼失したとされていたが、ワイルクの聖アンソニー・カトリック教会のテレンス・ワタナベは、火災後も教会堂と牧師館がまだ残っていると報告した。

## 備考
- この教会堂は、アメリカのABCで放送されたテレビシリーズ『探偵ハート&ハート』のシーズン3・エピソード14 "Harts and Palms" に登場している。